# Freeciv
Freeciv är ett turordningsbaserat strategidatorspel, inspirerat av Sid Meiers kommersiella Civilization-serie. Det är fri programvara licensierat under GNU General Public License som utvecklas kollaborativt över Internet.

## Historia
Freeciv-projektet startade den 14 november 1995 av de tre danskarna Peter Joachim Unold, Claus Leth Gregersen och Allan Ove Kjeldbjerg (kända som The Great Danes i Freeciv-sammanhang), då datavetenskaps-studenter vid Aarhus Universitet. Missnöjda med den då enda Civilization-klonen för Unix, det Python-baserade Openciv, valde de att börja utveckla en egen. Version 1.0 släpptes redan den 5 januari 1996 (Civilization II kom den 5 mars 1996), med tiden då Freeciv blev alltmer spelbart tröttnade de på att fortsätta med det och återgick till XPilot medan utvecklingen föll i andras händer. Idag består projektets ledning av en engagerad grupp personer spridda över världen, medan hundratals har bidragit genom åren.

## CyCast Media System
Se även följande sidor på Freeciv.org: In The Beginning, About, Timeline

## Beskrivning

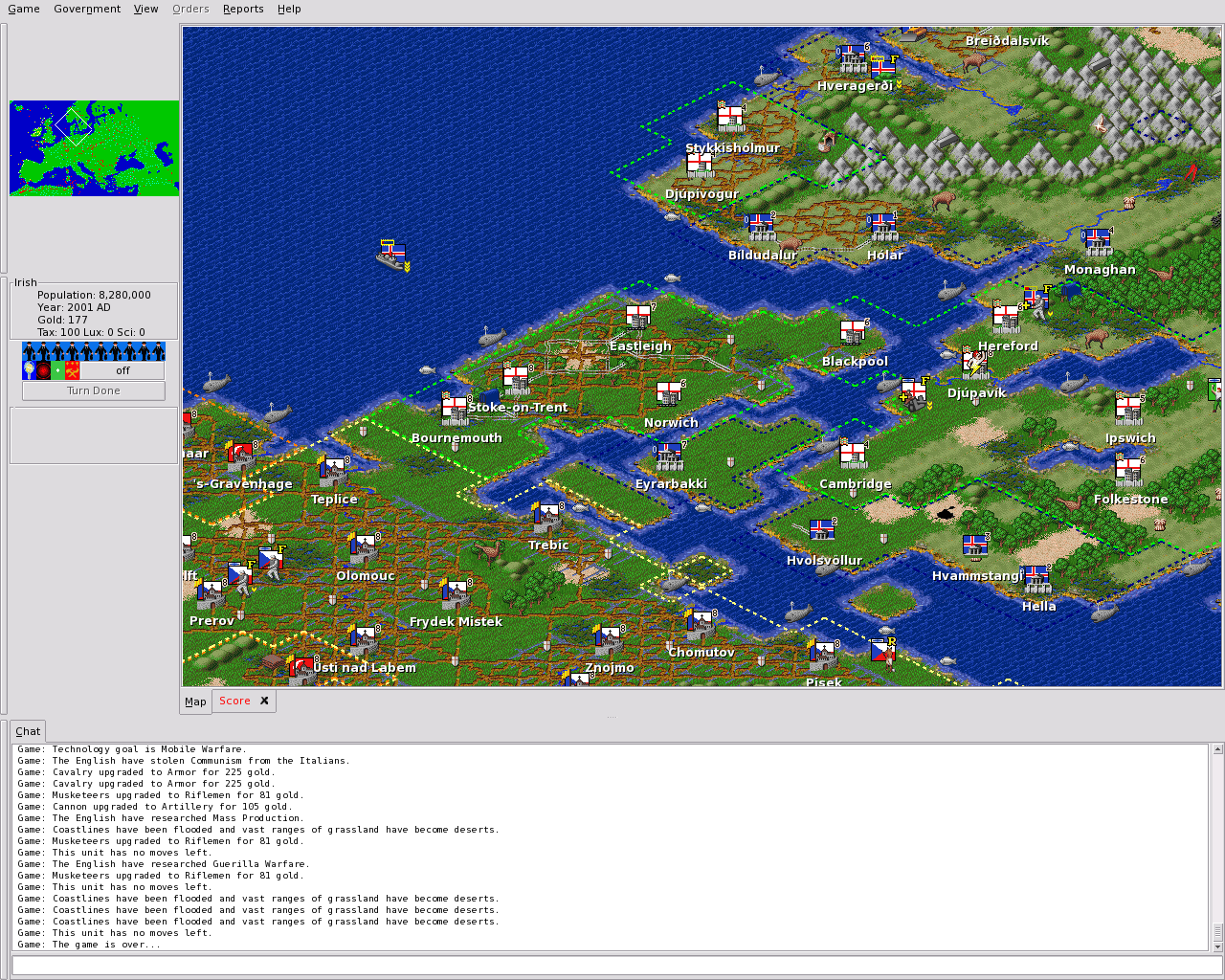
Freeciv 2.0.6 med grafikuppsättningen isotrident.

Spelare tar på sig rollen som stamledare 4000 år f.Kr. och måste leda sin civilisation genom århundradena, genom att utforska världen och expandera sitt rike genom att bygga nya städer, föra krig mot rivaliserande civilisationer och göra vetenskapliga upptäckter. Spelet tillåter diplomatiska relationer såsom vapenvilor och allianser, även med datorkontrollerade spelare.
Spelet har flera alternativa slutgiltiga mål. Dessa är att ha utplånat alla sina motståndare, att först ha koloniserat stjärnsystemet Alfa Centauri, eller att ha samlat flest poäng vid en angiven deadline (förvalt värde är år 2000). Poäng utdelas efter civilisationernas storlek, välfärd, samt kulturella och vetenskapliga avancemang.
Freeciv är tämligen konfigurerbart och kan spelas med flera olika så kallade rulesets (regelverk); Civilization I, Civilization II, Freeciv eller tredje-parts. De två förstnämnda är fullt kompatibla med reglerna i sina motparter i den kommersiella Civilization-serien.
Det finns också flera stöd för flera olika sätt att rita upp grafiken, och tre grafikuppsättningar (så kallade tilesets) medföljer; en två-dimensionell (kallad trident), en isometrisk (isotrident) och en hexagonal (isophex). Ett nytt tileset kallat Amplio är under utveckling och kommer att medfölja den kommande versionen 2.1. Detta är ett isometriskt tileset, större och detaljrikare än isotrident. Amplio kommer att ersätta isotrident som förvalt tileset, men isotrident kommer även att finnas kvar. Amplios främsta syfte är att vara ett behagligt tileset för solospel snarare än för effektivitet vid spel mot andra människor, även isotrident hade ursprungligen detta syfte och avancerade spelare använder sig främst av trident då detta tileset ger bäst överblick.
Freeciv använder sig av TCP/IP för nätverk och består av två komponenter, en server och en grafisk klient. Det kan antingen spelas solo mot datorstyrda spelare eller mot andra människor över lokalt nätverk eller Internet. Solospel sker genom att spelaren ansluter sig till en lokal server och lägger till datorstyrda spelare. Sedan version 2.0 kan klienten automatiskt sätta upp en server för solospel.
En eller flera spelare agerar som speladministratör och kan konfiguera spelreglerna. Vanligen modifierade regler är:
- Antal spelare som behövs för att spelet ska startas.
- Hastighet för teknologisk utveckling.
- Huruvida det ska finnas datorstyrda spelare.
- Huruvida (datorstyrda) barbarer ska invadera spelares städer, och i så fall till vilken utsträckning.
- Hur pass tätt städer ska kunna byggas.
- Hur kontinenter och öar ska placeras ut över kartan.

Spelet är visserligen turordningsbaserat men mänskliga spelare utför sina drag simultant, medan datorstyrda utför sina separat. En runda är slutförd först efter att alla spelare utfört sina drag, eller efter att aktuell timeout gått ut, vanligen ändras timeout-värdet genom spelets gång av någon speladministratör allt eftersom civilisationerna blir större och varje runda tar allt längre tid.
I versioner före 2.0 kunde datorstyrda spelare inte engagera sig i diplomatiska relationer med mänskliga spelare, men detta är nu möjligt och datorstyrda spelare utövar en väldigt deterministisk (det vill säga inte slumpmässig) diplomati.
Freeciv går att kompilera och köra på de flesta Unixliknande system (inklusive Linux) med X Window System, samt andra plattformar såsom Microsoft Windows, Amiga och Mac OS. Officiella binärer tillhandahålls för Microsoft Windows och Mac OS. Freeciv har också ett rikt språkligt stöd och finns översatt till 26 över språk , något ganska ovanligt gällande datorspel.
Projektet tillhandahåller också en metaserver där publika servrar listas, denna är åtkomlig inifrån klienten och där listas också projektets många egna servrar som finns på pubserver.freeciv.org. För att låta sin egen server listas startar man denna med parametern -m eller väljer detta inifrån klientens inställningar.

## Freeciv 3D

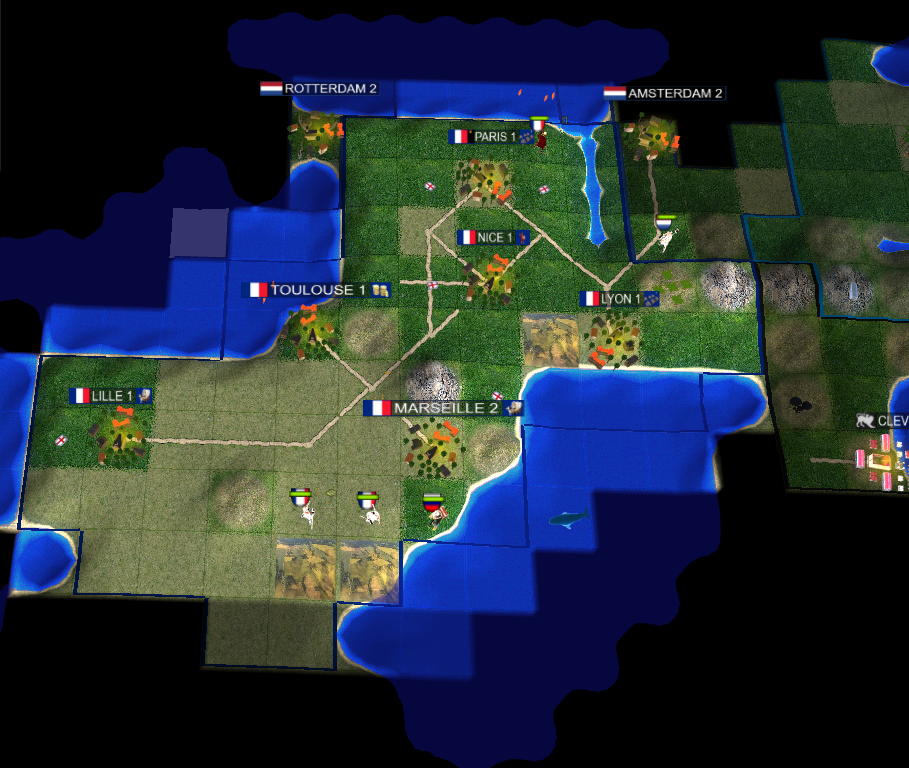
En skärmdump från fciv.net. Spelaren spelar som fransmän på en världskarta.

Freeciv 3D, även känd som fciv.net, är en variant som använder Three.js, WebGL och WebGPU-tekniker för att rendera spelet i 3D. Spelet är  tillgängligt online på fciv.net och på Google play. Spelet tillåter också spelaren att chatta med en OpenAI AI-assistent  som har kunskap om spelet.

## IRC
Projektet hyser också två officiella IRC-kanaler, som båda återfinns på freenode; #freeciv som riktar sig till spelare, och #freeciv-dev för utvecklare.